# Tylophora calcicola
Tylophora calcicola är en oleanderväxtart som beskrevs av M. R. Henderson. Tylophora calcicola ingår i släktet Tylophora och familjen oleanderväxter. Inga underarter finns listade i Catalogue of Life.